# Julius Kollmann
Julius Kollmann (Holzheim am Forst, 24 febbraio 1834 – Basilea, 24 giugno 1918) è stato un antropologo, anatomista e zoologo tedesco.

## Biografia
Studiò presso l'università di Monaco e Berlino, poi si spostò a a Londra e Parigi. Nel 1859 conseguì il dottorato in qualità di docente a Monaco nel 1862. A partire dal 1878, fu professore ordinario di anatomia presso l'Università di Basilea, e nel 1888 fu scelto come rettore universitario.
Conosciuto per il suo lavoro nei campi dell'anatomia descrittiva e dell'istologia, alla fine della carriera si dedicò allo studio della teoria evolutiva, biologia dello sviluppo e sull'antropologia. Nel 1884 Kollmann introdusse il termine "neotenia", per cui negli individui adulti di una specie permangono le caratteristiche morfologiche e fisiologiche tipiche delle forme giovanili. Come antropologo, condusse le analisi di crani preistorici trovati in Auvernier e Schweizersbild.

## Opere principali
- Ueber den Verlauf des Lungenmagennerven in der Bauchhöhle, in: Zeitschrift für wissenschaftliche Zoologie, vol. 10, Leipzig 1860, pp. [413]–448.
- Die Entwicklung der Adergeflechte. Ein Beitrag zur Entwicklungsgeschichte des Gehirnes, Leipzig 1861.
- Atlas der allgemeinen thierischen Gewebelehre, 1861 (con Theodor von Hessling e Joseph Albert).
- Mechanik des menschlichen Körpers, München 1874.
- Plastische Anatomie des menschlichen Körpers. Ein Handbuch für Künstler und Kunstfreunde, 1886.
- Schädel aus alten Gräbern bei Genf (Corsier, Vernier, La Cluse, Petit Sacconez): Zwei Schädel aus Pfahlbauten und die Bedeutung desjenigen von Auvernier für die Rassenanatomie, 1886.
- Lehrbuch der Entwickelungsgeschichte des Menschen, 1898.
- Der Mensch vom Schweizersbild, 1901.
- Pygmaeen in Europa und Amerika, 1902.
- Handatlas der Entwicklungsgeschichte des Menschen, 1907.[4]